# (624) Hektor
(624) Hektor ist der größte und hellste Asteroid aus der Gruppe der Trojaner des Planeten Jupiter.
Als Trojaner bezeichnet man in der Astronomie Asteroiden, die an den Lagrange-Punkten L4 oder L5 der Bahn des umlaufenen Planeten um die Sonne laufen. Der 1907 entdeckte Asteroid läuft Jupiter auf dem Lagrange-Punkt L4 voraus.
Hektor ist ein unregelmäßig geformter Himmelskörper in Form einer Hantel von 416 km × 131 km × 120 km Ausdehnung.
Der Asteroid wird von einem 12 km großen Mond umkreist, der den Namen Skamandrios trägt.
Benannt wurde er nach der Heldengestalt Hektor aus der griechischen Mythologie.